# Tŏksŏng
Tŏksŏng (kor. 덕성군, Tŏksŏng-gun) – powiat w Korei Północnej, w prowincji Hamgyŏng Południowy. W 2008 roku liczył 97 617 mieszkańców. Graniczy z powiatami Kimhyŏnggwŏn (prowincja Hamgyŏng Północny) od północy, Hoch'ŏn od północnego wschodu, Riwŏn od południowego wschodu, Pukch’ŏng od południa, Hongwŏn od południowego zachodu, Sinhŭng od zachodu, a także z miastem Tanch’ŏn od wschodu. Przez powiat przebiega 61-kilometrowa linia kolejowa Tŏksŏng, łącząca stacje Sinpukch’ŏng (powiat Pukch’ŏng) i Sangni (powiat Tŏksŏng). Ok. 89% powierzchni powiatu stanowią lasy, w większości iglaste.

## Historia
Przed wyzwoleniem Korei spod okupacji japońskiej tereny należące do powiatu wchodziły w skład powiatu Pukch’ŏng. W obecnej formie powstał w wyniku gruntownej reformy podziału administracyjnego w grudniu 1952 roku. W jego skład weszły wówczas tereny należące wcześniej do miejscowości Sangch'asŏ, Hach'asŏ, Nigok, Sŏngdae (powiat Pukch’ŏng) i Tŏksŏng (13 wsi). Pierwotnie powiat Tŏksŏng składał się z jednego miasteczka (Tŏksŏng-ŭp) oraz 26 wsi (kor. ri).

## Podział administracyjny powiatu
W skład powiatu wchodzą następujące jednostki administracyjne:
| Nazwa jednostki administracyjnej | Rodzaj jednostki administracyjnej | Chosŏn'gŭl   | Hancha       |
| -------------------------------- | --------------------------------- | ------------ | ------------ |
| Tŏksŏng-ŭp                       | miasteczko                        | 덕성읍       | 德城邑       |
| Ch'ŏlsan-rodongjagu              | dzielnica robotnicza              | 철산로동자구 | 鐵山勞動者區 |
| Rakwŏn-ri                        | wieś                              | 락원리       | 樂園里       |
| Juŭidong-ri                      | wieś                              | 주의동리     | 主義洞里     |
| Yangsŭng-ri                      | wieś                              | 양승리       | 楊勝里       |
| Janghŭng-ri                      | wieś                              | 장흥리       | 獐興里       |
| Tongjung-ri                      | wieś                              | 동중리       | 東中里       |
| Posŏng-ri                        | wieś                              | 보성리       | 寶星里       |
| Ch'angsŏng-1-ri                  | wieś                              | 창성1리      | 昌星1里      |
| Ch'angsŏng-2-ri                  | wieś                              | 창성2리      | 昌星2里      |
| Samgi-ri                         | wieś                              | 삼기리       | 三岐里       |
| Songjung-ri                      | wieś                              | 송중리       | 松中里       |
| Indong-ri                        | wieś                              | 인동리       | 仁洞里       |
| Jungdong-ri                      | wieś                              | 중동리       | 中洞里       |
| Jikdong-ri                       | wieś                              | 직동리       | 直洞里       |
| Tŏk'udae-ri                      | wieś                              | 덕우대리     | 德友擡里     |
| Imjadong-ri                      | wieś                              | 임자동리     | 荏子洞里     |
| Sinhŭng-ri                       | wieś                              | 신흥리       | 新興里       |
| Wŏlgŭndae-ri                     | wieś                              | 월근대리     | 月近擡里     |
| Ŏmdong-ri                        | wieś                              | 엄동리       | 嚴東里       |
| Ŏmsŏ-ri                          | wieś                              | 엄서리       | 嚴西里       |
| Jungdol-ri                       | wieś                              | 중돌리       | 中乭里       |
| Sangdol-ri                       | wieś                              | 상돌리       | 上乭里       |
| Sint'ae-ri                       | wieś                              | 신태리       | 新泰里       |
| Susŏ-ri                          | wieś                              | 수서리       | 水西里       |